# Rejon kysztowski
Rejon kysztowski (ros Кыштовский район) – rejon będący jednostką podziału administracyjnego rosyjskiego obwodu nowosybirskiego.

## Historia
Pierwsze wzmianki o ziemi kysztowskiej w związku z rosyjskim osadnictwem na tych terenach pojawiają się w 1730 roku i mają one związek z kontaktami rosyjskojęzycznej ludności z Tatarami znad Irtyszu. Zasiedlanie tych terenów posuwało się jednak bardzo wolno, głównymi osadnikami byli uciekinierzy oraz zesłańcy. Pierwsza dynamiczna fala osadnicza rusza na te ziemie w związku z reformami imperatora Aleksandra II Romanowa i zniesieniem przez niego poddaństwa. W 1870 roku działa tu wołost, a ziemie te podlegają pod administrację tomskiej guberni, zaś liczba ludności we wszystkich okolicznych wioskach i osiedlach wynosi około 10 tysięcy. Kolejne akcje osadnicze zaczynają się na początku XX wieku i w okresie reform premiera Piotra Stołypina. Dopiero w 1862 roku wyznaczono granice wsi i osiedli, które zakończyły wieloletnie spory o własność ziemską na tym terenie. Wzrost ludności następował dzięki dotacjom jakie przeznaczał imperialny rząd w Petersburgu, oferowano m.in. darmową ziemię, zwolnienia podatkowe oraz dostęp do zasobów naturalnych. W czasie rosyjskiej wojny domowej tereny te podlegają początkowo rządowi Białych, na którego czele stał admirał Aleksandr Kołczak, a następnie przechodzą w ręce bolszewików. W 1922 wołost zostaje zlikwidowana, a w 1925 roku ustanowiony zostaje rejon kysztowski. Od 1937 roku znajduje się on w granicach obwodu nowosybirskiego. W czasach stalinowskich miejscowej rolnictwo przechodzi program forsownej kolektywizacji. Obecne granice rejon uzyskał w 1964 roku.

## Charakterystyka
Rejon kysztowski jest jednym z największych obszarów wchodzących w skład obwodu nowosybirskiego, ale jednocześnie zamieszkuje go najmniejsza liczba ludności i jest to także teren o najniższej gęstości zaludnienia. Położony jest w północno-zachodniej części obwodu, a odległość do Nowosybirska wynosi około 600 kilometrów. Najbliższa stacja kolejowa oddalona jest o 158 kilometrów. Rejon jest niezwykle bogaty w zasoby naturalne, znajdują się tu m.in. pokłady gliny, torfu, sapropelu, a także ropy naftowej. Intensywnie eksploatowane jest jedno złoże, którego rezerwy określa się na 119,6 milionów ton. Znajduje się tu także kilka sfer chronionych i rezerwatów przyrody, a przez teren rejonu przepływa rzeka Tara. Ważnym elementem na geograficznej mapie regionu jest jezioro Daniłowo, głębokie na 15-16 metrów, słynie ono z urody oraz zasobów tlenu, co przekłada się na istnienie źródeł. Jest to jedno z głównych atrakcji turystycznych ziemi kysztowskiej, a także miejsce wypoczynku i rekreacji. Miejscowa ludność żyje głównie z rolnictwa oraz hodowli zwierząt. W 2010 roku miejscowe rolnictwo wytworzyło towarów o wartości 320 milionów rubli. W tym samym roku zebrano ogółem 6400 ton zbóż, co stanowiło jedynie 64% wyniku z roku poprzedniego. Sfera rolnicza boryka się z problemem niedofinansowania. Miejscowy przemysł rozwija się głównie wokół przetwórstwa wyrobów rolnych. W 2010 roku ten sektor kysztowskiej gospodarki wytworzył towary o wartości 51,9 milionów rubli. Istnieją także zakłady produkujące cegły i materiały budowlane, pewną rolę odgrywa też przemysł drzewny.
Na terenie rejonu kysztowskiego funkcjonują 23 publiczne szkoły, w tym 11 o charakterze podstawowym i 12 szkół średnich. Działają tu także 2 instytuty umożliwiające kontynuowanie edukacji oraz 7 oddziałów opieki przedszkolnej. Opiekę zdrowotną zapewnia centralny szpital rejonowy, 3 mniejsze szpitale oraz 31 przychodni medycznych różnego typu. Działa tu także 38 klubów kulturalnych, muzeum rejonowe oraz 28 bibliotek różnego typu. Rejon składa się z 17 osiedli typu wiejskiego. Ogółem długość dróg w rejonie wynosi 370,6 kilometrów, z czego długość dróg o utwardzonej powierzchni wynosi 130,5 kilometrów. Rolnictwo zatrudnia 20% wszystkich pracujących. Na terenie rejonu zarejestrowanych jest 18 miejsc o znaczeniu archeologicznym i 3 zabytki architektury. Spada liczba ludności, w 1998 roku żyło tutaj 18 700 ludzi, a statystyki federalne z 2010 roku wskazują, że liczba ta zmniejszyła się do 13 530 mieszkańców.